# Hackensack (New Jersey)
Hackensack è una città degli Stati Uniti d'America, capoluogo della Contea di Bergen, nello Stato del New Jersey.

## Storia e geografia
Il nome ufficiale della città, fino al 1921, era New Barbadoes Township, benché il suo nome colloquiale fosse in effetti Hackensack. La popolazione della città, nel 2000, era di 42 677 abitanti (dati censimento del 2000) ed è stimata a 43 062 nel 2007.
Sita a circa 11 km ad ovest dell'isola di Manhattan e 19 km a sud della contea di Rockland, nello Stato di New York, offre da diverse posizioni la vista della skyline di New York. Nel marzo del 1786 il botanico francese André Michaux e suo figlio François-André Michaux vi crearono un giardino botanico di 30 acri, primo negli Stati Uniti.

## Nella cultura popolare
Nel film Chi più spende... più guadagna! il protagonista, interpretato da Richard Pryor, è un lanciatore degli Hackensack Bulls, una squadra di baseball fittizia delle leghe minori.
A Hackensack è ambientata la serie televisiva horror Chucky, nel corso della quale viene rivelato che la cittadina è il luogo di nascita del serial killer Charles Lee Ray.